# Stramniczka
Stramniczka [stramˈnit͡ʂka] (tiếng Đức: Neu Tramm)  là một ngôi làng thuộc khu hành chính của Gmina Dygowo, thuộc hạt Kołobrzeg, West Pomeranian Voivodeship, ở phía tây bắc Ba Lan.